# إلين شفيرس
إلين شفيرس (11 يونيو 1930 - 26 أبريل 2019) ممثلة ألمانية مسرحية وسينمائية وتلفزيونية ظهرت في أكثر من 200 فيلم وبرامج تلفزيونية ، بما في ذلك المسلسلات الشعبية كمشهد للجريمة. امتدت حياتها المهنية من 1949 إلى 2015، وأسست شركة للمسرح السياحي في عام 1982، ومديرة مهرجان في عام 1984.

## روابط خارجية
- إلين شفيرس على موقع IMDb (الإنجليزية)
- إلين شفيرس على موقع روتن توميتوز (الإنجليزية)
- إلين شفيرس على موقع مونزينجر (الألمانية)
- إلين شفيرس على موقع ألو سيني (الفرنسية)
- إلين شفيرس على موقع أول موفي (الإنجليزية)
- إلين شفيرس على موقع قاعدة بيانات الأفلام السويدية (السويدية)
- إلين شفيرس على موقع قاعدة بيانات الفيلم (الإنجليزية)
- إلين شفيرس على موقع كينوبويسك (الروسية)
- نصوص عن إلين شفيرس في فهرس مكتبة ألمانيا الوطنية
- Ellen Schwiers في قاعدة بيانات الأفلام على الإنترنت